# Ipomoea asterophora
Ipomoea asterophora är en vindeväxtart som beskrevs av V. Ooststr. Ipomoea asterophora ingår i släktet praktvindor, och familjen vindeväxter. Utöver nominatformen finns också underarten I. a. subglabra.